# Teresa da Conceição Amaral

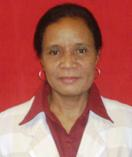
Teresa da Conceição Amaral

Teresa da Conceição Amaral (* 15. Mai 1969 in Turiscai, Portugiesisch-Timor) ist eine Politikerin aus Osttimor. Sie ist Mitglied der Associação Social-Democrata de Timor (ASDT) und Chefin der Organização das Mulheres Social Democratico (Stand 2007).
Amaral beendete die Schule mit der 4. Klasse. Von 2007 bis 2012 war sie Abgeordnete im Nationalparlament Osttimors. Hier war Amaral Mitglied der Kommission für Landwirtschaft, Fischerei, Forstwirtschaft, Natürliche Ressourcen und Umwelt (Kommission D).
Bei den Parlamentswahlen 2012 stand Amaral nicht mehr auf der Wahlliste der ASDT. Ohnehin scheiterte die ASDT an der Drei-Prozent-Hürde.